# إيلي الشنطيري
إيلي الشنطيري (23 أبريل 1957، قب إلياس، لبنان -) هو عضو مجلس مدينة أوتاوا الكندية.

## حياته
ولد في لبنان في 23 أبريل 1957، وانتقل إلى كندا مع عائلته في سن الثامنة عشرة، والتحق بجامعة أوتاوا، وأصبح رجل أعمال يمتلك مطعم «لايت هاوس» في خليج كونستانس في ويست كارلتون.
ترشح لمجلس المدينة في انتخابات أوتاوا عام 2003 ليحل محل دوايت ايستمان، وفاز على المُرشح المُنافس أديل مولدون بأغلبية 29 صوتًا. وبعد استقالة عمدة أوتاوا لاري أوبراين من منصب رئيس مجلس خدمات شرطة أوتاوا في 13 يونيو 2007، تم ترشيح إيلي الشنطيري كزعيم جديد للمجلس.
قُدمت شكوى عامة ضد إيلي الشنطيري بشأن حملته الانتخابية لعام 2014، وتمت مراجعة مصادر تمويله ونفقاته، وعثر المُدققون على أخطاء في إيداعات نفقاته ومشكلة في حساب استرداد رسوم ترشيحه. وفي مارس 2016 طالب رئيس جمعية شرطة أوتاوا مات سكوف علنًا باستقالة إيلي الشنطيري.
في 2018 ترك إيلي الشنطيري منصب رئيس البلدية، بعدما فاز جيم واتسون في انتخابات بلدية أوتاوا 2018. وفي يونيو 2018 أعلن إيلي الشنطيري اختيار «عدي جاسوال» نائبًا لرئيس شرطة أوتاوا، وقال الشنطيري: «إن جاسوال تغلب على أربعة مرشحين آخرين للمنصب»، قال: «إنه مفكر شاب ومبتكر.».
ترك الشنطيري منصب رئيس مجلس خدمات شرطة أوتاوا في يناير 2019، حيث تم التغلب عليه في الانتخابات، وحلت محله سيدة، وتُعتير أول امرأة تتقلد هذا المنصب.

## وصلات خارجية
- CBC News (13 نوفمبر 2006). "Ottawa Votes 2006: West Carleton-March". هيئة الإذاعة الكندية. اطلع عليه بتاريخ 2007-06-21.
- Lewis، Katie (2006). "Ward 5: One-term incumbent returns to City Hall with voters' concerns ringing in his ears". Ottawa Citizen. مؤرشف من الأصل في 2020-04-23. اطلع عليه بتاريخ 2007-06-21. with files from Kenyon Wallace.